# Galovo
Galovo (bulgariska: Галово) är ett distrikt i Bulgarien.   Det ligger i kommunen Obsjtina Orjachovo och regionen Vratsa, i den nordvästra delen av landet, 120 km nordost om huvudstaden Sofia.
Trakten runt Galovo består till största delen av jordbruksmark. Runt Galovo är det ganska tätbefolkat, med 54 invånare per kvadratkilometer.